# I Got a Boy (bài hát)
"I Got a Boy" là một bài hát của nhóm nhạc nữ Hàn Quốc Girls' Generation nằm trong album cùng tên, được phát hành vào ngày 1 tháng 1 năm 2013. Bài hát được đồng sản xuất bởi Yoo Young-jin và Will Simms, chịu ảnh hưởng của nhạc điện tử đồng thời mang những yếu tố của hip-hop và rap.
Video âm nhạc của "I Got a Boy" được ghi hình vào tháng 10 năm 2012 với phần vũ đạo do Nappytabs biên đạo. Video này ngay lập tức trở nên nổi tiếng với hơn 10 triệu lượt xem trên YouTube trong 55 giờ. Nhìn chung, bài hát nhận được đánh giá tích cực từ phía các nhà phê bình. Billboard gọi bài hát là "một trong những đĩa đơn nhạc pop tiên phong".

## Thực hiện và phát hành
"I Got a Boy" do các nhạc sĩ châu Âu Will Simms, Sarah Lundbäck Bell và Anne Judith Wik và nhạc sĩ Hàn Quốc Yoo Young-jin sáng tác, đồng thời Simms và Yoo tham gia sản xuất ca khúc. SM Entertainment cho biết bài hát "mạng một phong cách khác so với những gì Girls' Generation từng thể hiện" và "bao gồm nhiều phong cách âm nhạc cũng như có nhiều thay đổi về nhịp độ".
Ngày 20 tháng 12 năm 2012, SM Entertainment đăng lên Twitter một bức ảnh với dòng chữ "2012. 12. 21 10 A.M." bên dưới một biểu trưng chứa tên của nhóm được bao quanh bởi quốc hoa của Hàn Quốc. Ngày tiếp theo, đĩa đơn "Dancing Queen" cùng video âm nhạc của bài hát này được phát hành. Video này kết thúc bằng một đoạn phim giới thiệu cho "I Got a Boy" cho biết rằng bài hát này sẽ được phát hành vào ngày 1 tháng 1 năm 2013. Một đoạn nhạc 22 giây trích từ bài hát được ra mắt vào ngày 1 tháng 1 năm 2013.
Ngày 11 tháng 1 năm 2013, tạp chí TIME cho biết Interscope sẽ phát hành phiên bản tiếng Anh của "I Got a Boy" cho album tiếng Anh đầu tay của Girls' Generation, mặc dù ngày phát hành vẫn chưa được công bố.

## Sự đón nhận

### Doanh số
Sau khi được phát hành, "I Got a Boy" nhanh chóng đứng đầu tất cả các bảng xếp hạng âm nhạc trực tuyến tại Hàn Quốc chỉ trong vòng 2 giờ, và sau đó là bảng xếp hạng Billboard K-Pop Hot 100 và bảng xếp hạng đĩa đơn của Gaon.

## Quảng bá
Girls' Generation biểu diễn "I Got a Boy" lần đầu tiên trên chương trình đặc biệt Girls' Generation's Romantic Fantasy của đài MBC vào ngày 1 tháng 1 năm 2013. Sau đó, nhóm quay trở lại trên các chương trình âm nhạc hàng tuần bao gồm M! Countdown của Mnet, Music Bank của KBS, Music Core của MBC và Inkigayo của SBS lần lượt vào các ngày 3, 4, 5 và 6 tháng 1 năm 2013. "I Got a Boy" được biểu diễn lần đầu tiên ở nước ngoài tại Dream K-pop Fantasy Concert vào ngày 19 tháng 1 năm 2013 ở Manila, Philippines.

## Video âm nhạc

### Nội dung

Girls' Generation biểu diễn vũ đạo của bài hát trên một con phố trong trang phục sặc sỡ.

Trang phục mà Girls' Generation mặc trong video âm nhạc của "I Got a Boy" mang phong cách đường phố, bao gồm Kenzo x Opening Ceremony, bộ sưu tập Adidas của Jeremy Scott, quần bó sát in họa tiết, áo 'Good Vibe' của Stussy, áo 'OG Basic' của Obey và áo khoác của Joyrich. Trong cảnh tiệc ngủ các thành viên mặc trang phục của Lazy Oaf, chẳng hạn như áo người dơi và áo in họa tiết hoa quả. Liza Darwin của MTV đã gọi phong cách này là "một sự bùng nổ như kính vạn hoa của thời trang đường phố".

### Tranh cãi
Sau khi video âm nhạc của "I Got a Boy" được phát hành, một bức hình chụp đoạn phim giới thiệu ở cuối video "Dancing Queen" bắt đầu gây tranh cãi. Trong đó, chiếc mũ mà Sunny đang đội có dòng chữ "Welcome Motherfuckers," với chữ 'U' được thay thế bởi ký hiệu ngôi sao. Việc sử dụng dòng chữ thô tục này đã gặp nhiều chỉ trích. SM Entertainment sau đó đã sửa lại video này.

## Bảng xếp hạng
| Bảng xếp hạng                | Thứ hạng cao nhất |
| ---------------------------- | ----------------- |
| Gaon Singles chart           | 1                 |
| Gaon Monthly Singles chart   | 1                 |
| Gaon Streaming Singles chart | 2                 |
| Gaon Download Singles chart  | 1                 |
| Gaon Mobile Ringtone chart   | 1                 |
| Gaon Karaoke chart           | 5                 |
| Billboard K-Pop Hot 100      | 1                 |